# Liste der Wappen mit hanauischen Sparren

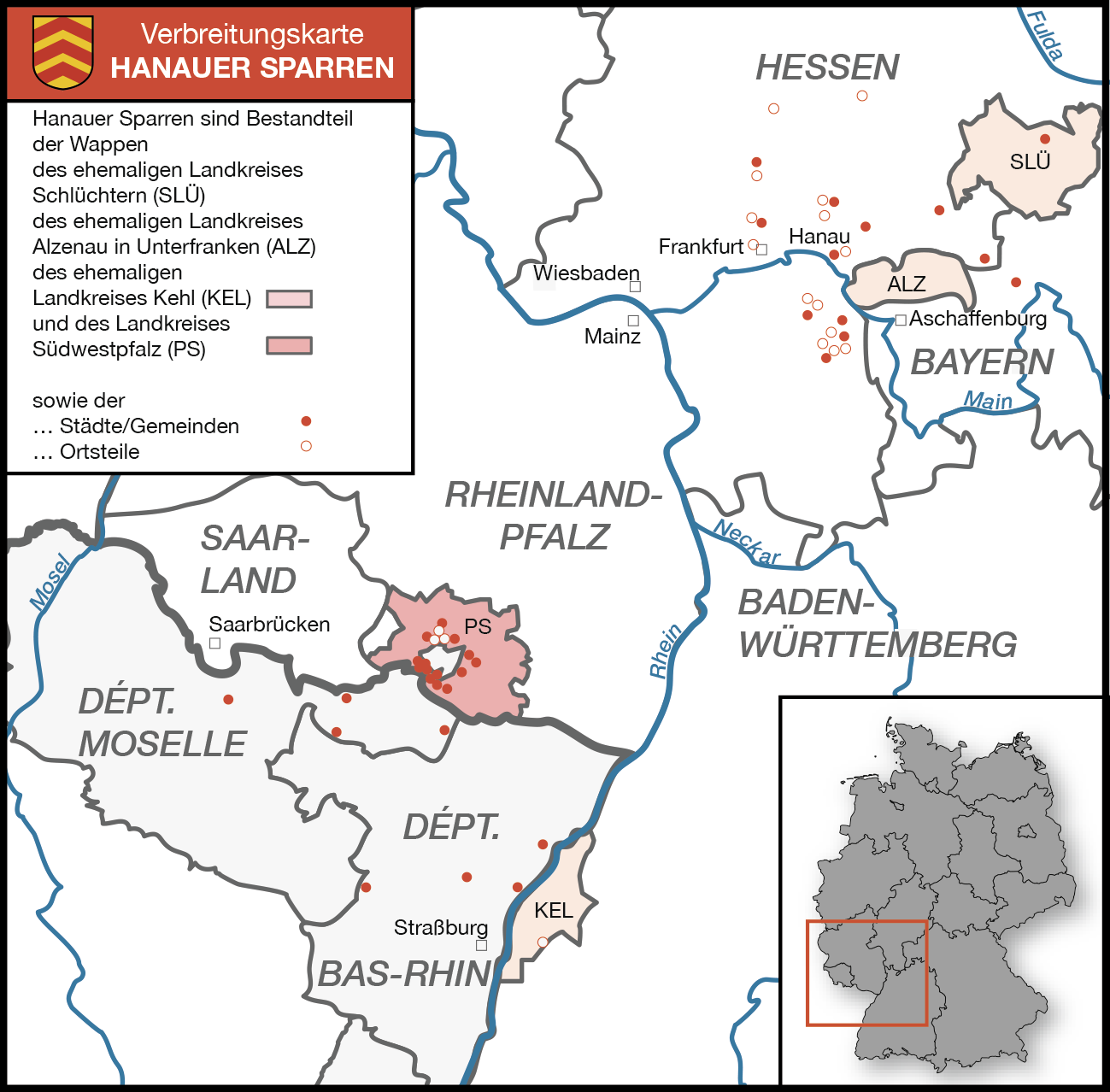
Verbreitung Hanauer Sparren

Die Liste der Wappen mit hanauischen Sparren verzeichnet alle offiziellen Wappen, die als einen Bestandteil die heraldische Figur der Sparren in den Farben des Wappens der Grafschaft Hanau (drei rote Sparren auf goldenem Grund) aufweisen. Das Wappen wurde nach dem Tod des letzten Hanauer Grafen Johann Reinhard III. 1736 von dessen Erben Hessen-Kassel und Hessen-Darmstadt in ihr Wappen integriert.
Gebiete, die ehemals zur Grafschaft gehörten, verwenden die Hanauer Sparren bei zahlreichen Kommunalwappen in Hessen, Rheinland-Pfalz, Baden-Württemberg und in Bayern sowie im Elsass. Das Kerngebiet der Grafschaft befand sich im Mittelalter zunächst im nördlichen Spessartgebiet und der südlichen Wetterau. Für die weite geografische Verbreitung des Wappens sorgten besonders die Grafen von Hanau-Lichtenberg, denen durch Erbschaft die Herrschaft Lichtenberg im nördlichen Elsass zugefallen war.
Eine Reihe von Darstellungen dieser Wappen sind an und in historischen Gebäuden erhalten.

## Wappen der Herren und Grafen von Hanau
| Wappen | Herkunft/Besonderheiten |
| ------ | --- |
|        | Wappen der Herrschaft Hanau bis 1429, der Grafschaft Hanau bis 1458, der Grafschaft Hanau-Münzenberg bis 1559 und der Grafschaft Hanau-Lichtenberg bis 1480 |
|        | Wappen der Grafschaft Hanau-Münzenberg (1559–1642) |
|        | Wappen der Katharina Belgica von Nassau-Oranien als Gräfin von Hanau                                                                                        |
|        | Wappen der Grafschaft Hanau-Lichtenberg (1480–1590) |
|        | Wappen der Grafschaft Hanau-Lichtenberg (1590–1606) |
|        | Wappen der Grafschaft Hanau-Lichtenberg (1606–1642) |
|        | Wappen der Grafschaft Hanau (1642–1736) |

## Wappen der Nachfolger der Grafen von Hanau
| Wappen | Herkunft/Besonderheiten                                                       |
| ------ | ----------------------------------------------------------------------------- |
|        | Wappen der Landgrafschaft Hessen-Kassel (1736–1803)                           |
|        | Wappen der Grafschaft Hanau als Hessen-Kasselsche Sekundogenitur (1764–1785)  |
|        | Wappen des Kurfürstentums Hessen-Kassel (1803–1806)                           |
|        | Wappen des Großherzogtums Frankfurt (1810–1814)                               |
|        | Wappen des Kurfürstentums Hessen-Kassel (1815–1866)                           |
|        | Wappen der Landgrafen von Hessen-Kassel-Rumpenheim (nach 1917)                |
|        | Wappen der Landgrafschaft Hessen-Darmstadt (1736–1804)                        |
|        | Wappen der Landgrafschaft und des Großherzogtums Hessen-Darmstadt (1804–1808) |
|        | Wappen des Großherzogtums Hessen-Darmstadt (1902–1918)                        |
|        | Wappen der Landgrafschaft Hessen-Homburg (1736–1866)                          |
|        | Wappen der Landgrafschaft Hessen-Philippsthal (um 1866)                       |
|        | Wappen des Fürstenhauses Hanau-Hořovice                                       |
|        | Wappen des Kurfürstentums Baden (1803) hier Feld XIV. Herrschaft Lichtenau    |
|        | Wappen des Großherzogtums Baden (1803–1830) hier Feld 23 (Lichtenau)          |

## Kommunalwappen

### Landkreise
| Wappen | Stadt- / Ortsname, Verwaltungsgebiet | Kurzbeschreibung                                                    | Körperschaft | Land/Bundesland   | Herkunft/Besonderheiten                                                                |
| ------ | ------------------------------------ | ------------------------------------------------------------------- | ------------ | ----------------- | -------------------------------------------------------------------------------------- |
|        | Landkreis Alzenau in Unterfranken    | Zusammen mit dem Mainzer Rad im oberen Teil, heraldisch linkes Feld | Altkreis     | Bayern            | Geht auf hanauischen Besitz im Freigericht zurück. Bis zur Gebietsreform 1972.         |
|        | Landkreis Kehl                       | Geviert mit Herzschild, Hanauer Sparren oben rechts und unten links | Altkreis     | Baden-Württemberg | Umfasst Teile der ehemaligen Grafschaft Hanau-Lichtenberg. Bis zur Gebietsreform 1973. |
|        | Landkreis Schlüchtern                | Geviert, Hanauer Sparren oben rechts                                | Altkreis     | Hessen            | Umfasst Teile der ehemaligen Grafschaft Hanau-Münzenberg. Bis zur Gebietsreform 1974.  |
|        | Landkreis Südwestpfalz               |                                                                     | Kreis        | Rheinland-Pfalz   | Umfasst Teile der ehemaligen Grafschaft Hanau-Lichtenberg                              |

### Verbandsgemeinden
| Wappen | Stadt- / Ortsname, Verwaltungsgebiet | Körperschaft           | Land/Bundesland | Herkunft/Besonderheiten                                                                     |
| ------ | ------------------------------------ | ---------------------- | --------------- | ------------------------------------------------------------------------------------------- |
|        | Pirmasens-Land                       | Verbandsgemeinde       | Rheinland-Pfalz | Ehemals Grafschaft Hanau-Lichtenberg                                                        |
|        | Thaleischweiler-Fröschen             | ehem. Verbandsgemeinde | Rheinland-Pfalz | Ehemals Grafschaft Hanau-Lichtenberg. Bis zur Fusion mit der VG Wallhalben zum 1. Juli 2014 |
|        | Thaleischweiler-Wallhalben           | Verbandsgemeinde       | Rheinland-Pfalz | Ehemals Grafschaft Hanau-Lichtenberg                                                        |

### Städte und Gemeinden
| Wappen | Stadt- / Ortsname, Verwaltungsgebiet | Körperschaft | Land/Bundesland          | Herkunft/Besonderheiten |
| ------ | ------------------------------------ | ------------ | ------------------------ | --- |
|        | Babenhausen                          | Stadt        | Hessen                   | Hauptort des Amtes Babenhausen |
|        | Bad Vilbel                           | Stadt        | Hessen                   | Kondominat; zeitweilig zwischen Hanau-Münzenberg und Eppstein (rot/weiße Sparren)                                                                         |
|        | Donsieders                           | Ortsgemeinde | Rheinland-Pfalz          | Ehemals Grafschaft Hanau-Lichtenberg |
|        | Drusenheim                           | Gemeinde     | Département Bas-Rhin (F) | Ehemals Grafschaft Hanau-Lichtenberg |
|        | Duntzenheim                          | Gemeinde     | Département Bas-Rhin (F) | Ehemals Grafschaft Hanau-Lichtenberg |
|        | Eppenbrunn                           | Ortsgemeinde | Rheinland-Pfalz          | Amt Lemberg, Grafschaft Hanau-Lichtenberg |
|        | Etting                               | Gemeinde     | Département Moselle (F)  | Ehemals Grafschaft Hanau-Lichtenberg |
|        | Groß-Umstadt                         | Stadt        | Hessen                   | Teil des Kondominats Umstadt |
|        | Hammersbach                          | Gemeinde     | Hessen                   | Ehemals Grafschaft Hanau-Münzenberg |
|        | Hanau                                | Stadt        | Hessen                   | 1905 von Adolf Matthias Hildebrandt neu gestaltet durch Weglassung einiger unhistorischer Elemente.                                                       |
|        | Hilst                                | Ortsgemeinde | Rheinland-Pfalz          | Ehemals Grafschaft Hanau-Lichtenberg |
|        | Höheinöd                             | Ortsgemeinde | Rheinland-Pfalz          | Ehemals Grafschaft Hanau-Lichtenberg |
|        | Höhfröschen                          | Ortsgemeinde | Rheinland-Pfalz          | Ehemals Grafschaft Hanau-Lichtenberg |
|        | Kalbach                              | Gemeinde     | Hessen                   | Ehemals Grafschaft Hanau-Münzenberg |
|        | Kröppen                              | Ortsgemeinde | Rheinland-Pfalz          | Ehemals Grafschaft Hanau-Lichtenberg |
|        | Lemberg                              | Ortsgemeinde | Rheinland-Pfalz          | Ehemals Grafschaft Hanau-Lichtenberg |
|        | Mertzwiller                          | Gemeinde     | Département Bas-Rhin     | Ehemals Merzweiler, Amt Pfaffenhofen, Grafschaft Hanau-Lichtenberg                                                                                        |
|        | Münchweiler an der Rodalb            | Ortsgemeinde | Rheinland-Pfalz          | Das Dorf war real geteilt, was sich auch im Wappen widerspiegelt: Ein Teil gehörte zur Grafschaft Hanau-Lichtenberg, der andere zur Markgrafschaft Baden. |
|        | Nidderau                             | Stadt        | Hessen                   | Die Sparren wurden aus den Ortswappen von Windecken und Ostheim (beide Amt Windecken, Grafschaft Hanau-Münzenberg) in das Stadtwappen übernommen.         |
|        | Obersimten                           | Ortsgemeinde | Rheinland-Pfalz          | Ehemals Grafschaft Hanau-Lichtenberg |
|        | Offendorf                            | Gemeinde     | Département Bas-Rhin (F) | Ehemals Grafschaft Hanau-Lichtenberg |
|        | Philippsbourg                        | Gemeinde     | Département Moselle (F)  | Ehemals Grafschaft Hanau-Lichtenberg |
|        | Reinhardsmunster                     | Gemeinde     | Département Bas-Rhin (F) | Ehemals Grafschaft Hanau-Lichtenberg |
|        | Riedelberg                           | Ortsgemeinde | Rheinland-Pfalz          | Ehemals Grafschaft Hanau-Lichtenberg |
|        | Rieneck                              | Stadt        | Bayern                   | Die hanauischen Sparren zusammen mit den Rienecker Balken, von denen sie abgeleitet wurden und dem Mainzer Rad                                            |
|        | Rödermark                            | Stadt        | Hessen                   | |
|        | Rosbach vor der Höhe                 | Stadt        | Hessen                   | Amt Rodheim, Grafschaft Hanau-Münzenberg |
|        | Ruppertsweiler                       | Ortsgemeinde | Rheinland-Pfalz          | Ehemals Grafschaft Hanau-Lichtenberg |
|        | Schaafheim                           | Gemeinde     | Hessen                   | Ehemals Grafschaft Hanau-Lichtenberg, Amt Babenhausen |
|        | Schweix                              | Ortsgemeinde | Rheinland-Pfalz          | Ehemals Grafschaft Hanau-Lichtenberg |
|        | Sinntal                              | Gemeinde     | Hessen                   | Ehemals Grafschaft Hanau-Münzenberg |
|        | Steinau an der Straße                | Stadt        | Hessen                   | Nebenresidenz der Grafschaft Hanau-Münzenberg |
|        | Schweyen                             | Gemeinde     | Lothringen               | Bis 1606 zur Grafschaft Hanau-Lichtenberg |
|        | Thaleischweiler-Fröschen             | Ortsgemeinde | Rheinland-Pfalz          | Ehemals: Grafschaft Hanau-Lichtenberg |
|        | Trulben                              | Ortsgemeinde | Rheinland-Pfalz          | Ehemals: Grafschaft Hanau-Lichtenberg |
|        | Vinningen                            | Ortsgemeinde | Rheinland-Pfalz          | Ehemals Grafschaft Hanau-Lichtenberg |

### Orte und Stadtteile
| Wappen | Stadt- / Ortsname, Verwaltungsgebiet | Kurzbeschreibung                                             | Körperschaft             | Land/Bundesland |
| ------ | ------------------------------------ | ------------------------------------------------------------ | ------------------------ | --- |
|        | Altheim                              | Ortsteil von Münster (Hessen)                                | Hessen                   | ehemals Amt Babenhausen der Grafschaft Hanau-Lichtenberg. Die Gemeinde Münster hat den Hanauer Schwan ohne Sparren im Wappen übernommen. |
|        | Bimbach                              | Ortsteil von Großenlüder                                     | Hessen                   | Ehemals Grafschaft Hanau-Münzenberg |
|        | Butterstadt                          | Stadtteil von Bruchköbel                                     | Hessen                   | ehemals Grafschaft Hanau-Münzenberg |
|        | Dorheim                              | Stadtteil von Friedberg                                      | Hessen                   | Grafschaft Hanau-Münzenberg, Amt Dorheim                                                                                                 |
|        | Dudenhofen                           | Stadtteil von Rodgau                                         | Hessen                   | Kondominat mit Grafschaft Isenburg u. a., hanauischer Anteil: Grafschaft Hanau-Lichtenberg, Amt Babenhausen                              |
|        | Erlenbrunn                           | Stadtteil von Pirmasens                                      | Rheinland-Pfalz          | Amt Lemberg, Grafschaft Hanau-Lichtenberg                                                                                                |
|        | Gelnhaar                             | Ortsteil von Ortenberg                                       | Hessen                   | Real geteilt zwischen Hanau und Isenburg. Der Hanau-Münzenberger Teil gehörte zum Amt Ortenberg.                                         |
|        | Gimbrett                             | Ortsteil von Berstett                                        | Elsass, Frankreich       | Teil des Hanau-Lichtenberger Amtes Buchsweiler                                                                                           |
|        | Ginnheim                             | Stadtteil von Frankfurt                                      | Hessen                   | Teil des Hanau-Münzenberger Amtes Bornheimerberg                                                                                         |
|        | Harreshausen                         | Stadtteil von Babenhausen                                    | Hessen                   | Amt Babenhausen, Grafschaft Hanau-Lichtenberg                                                                                            |
|        | Hohatzenheim                         | Commune déléguée in der Gemeinde Wingersheim les Quatre Bans | Département Bas-Rhin (F) | ehemals Grafschaft Hanau-Lichtenberg, ein halber Sparren rechts, links der Löwe der Herrschaft Lichtenberg                               |
|        | Kleestadt                            | Stadtteil von Groß-Umstadt                                   | Hessen                   | zunächst Teil des Kondominats Umstadt, später Amt Babenhausen (Grafschaft Hanau-Lichtenberg)                                             |
|        | Langstadt                            | Stadtteil von Babenhausen                                    | Hessen                   | Amt Babenhausen, Grafschaft Hanau-Lichtenberg                                                                                            |
|        | Massenheim                           | Stadtteil von Bad Vilbel                                     | Hessen                   | Amt Bornheimerberg, Grafschaft Hanau-Münzenberg                                                                                          |
|        | Nieder-Eschbach                      | Stadtteil von Frankfurt am Main                              | Hessen                   | Amt Rodheim, Grafschaft Hanau-Münzenberg                                                                                                 |
|        | Ober-Roden                           | Stadtteil von Rödermark                                      | Hessen                   | Grafschaft Hanau-Lichtenberg |
|        | Ostheim                              | Stadtteil von Nidderau                                       | Hessen                   | Ehemals Grafschaft Hanau-Münzenberg, Amt Windecken                                                                                       |
|        | Reitwiller                           | Ortsteil von Berstett                                        | Elsass, Frankreich       | Teil des Hanau-Lichtenberger Amtes Buchsweiler                                                                                           |
|        | Rodheim vor der Höhe                 | Stadtteil von Rosbach vor der Höhe                           | Hessen                   | Teil des Hanau-Münzenberger Amtes Rodheim                                                                                                |
|        | Sand                                 | Ortsteil von Willstätt                                       | Baden-Württemberg        | Ehemals Grafschaft Hanau-Lichtenberg |
|        | Schlierbach                          | Ortsteil von Schaafheim                                      | Hessen                   | Ehemals Grafschaft Hanau-Lichtenberg |
|        | Schwalheim                           | Stadtteil von Bad Nauheim                                    | Hessen                   | Ehemals Grafschaft Hanau-Münzenberg, Amt Dorheim                                                                                         |
|        | Thaleischweiler                      | Ortsteil                                                     | Rheinland-Pfalz          | Ehemaliges Kondominat der Grafen von Hanau-Lichtenberg und der Grafen von Leiningen                                                      |
|        | Thalfröschen                         | Ortsteil                                                     | Rheinland-Pfalz          | Ehemals: Grafschaft Hanau-Lichtenberg |
|        | Windecken                            | Stadtteil von Nidderau                                       | Hessen                   | Ehemals Grafschaft Hanau-Münzenberg, Hauptort des Amtes Windecken                                                                        |
|        | Wolfgang                             | Stadtteil von Hanau                                          | Hessen                   | Ehemals Grafschaft Hanau-Münzenberg |
|        | Winzeln                              | Stadtteil von Pirmasens                                      | Rheinland-Pfalz          | Ehemals Grafschaft Hanau-Lichtenberg |

## Farbliche Varianten
| Wappen | Herkunft/Besonderheiten |
| ------ | --- |
|        | Wappen der Freiherren von Haynau mit vertauschten Farben (schwarz statt rot)                                                                                         |
|        | Wappen von Her(r)lisheim im Département Bas-Rhin in der Region Elsass in Frankreich, ehemals: Grafschaft Hanau-Lichtenberg, mit vertauschten Farben (blau statt rot) |

## Andere Wappen
Die Hanauer Sparren sind aus den Kommunalwappen heraus vielfach weiterverbreitet worden, besonders in örtlichen Vereinen. In Hanau sind das z. B. die Freiwillige Feuerwehr, der Hanauer Geschichtsverein und viele mehr.

## Erhaltene Darstellungen als Baudekoration
| Wappen | Ort                                                  | Anmerkung |
| ------ | ---------------------------------------------------- | --- |
|        | Wappen am ehemaligen Gasthof „Zum Löwen“ in Altheim  | Der Hosenbandorden („Honi soit qui mal y pense“) ist eine freie Zutat. |
|        | Orgelprospekt der Kirche St. Nikolaus in Babenhausen | Das Wappen soll wohl das Hanau-Lichtenberger Wappen wiedergeben, enthält aber eine Reihe von Fehlern: Die Sparren sind um 180° verdreht, das Mittelfeld war nie weiß und die Farben der Balken links unten sind zutreffend rot und weiß. |
|        | Allianzwappen am Portal des Kanzleibaus in Hanau     | Das (heraldisch) rechte Wappen ist das Hanauer und zeigt die Sparren |
|        | Wappen im Dachgiebel des Neustädter Rathauses, Hanau | |